# مفتاح سوبر

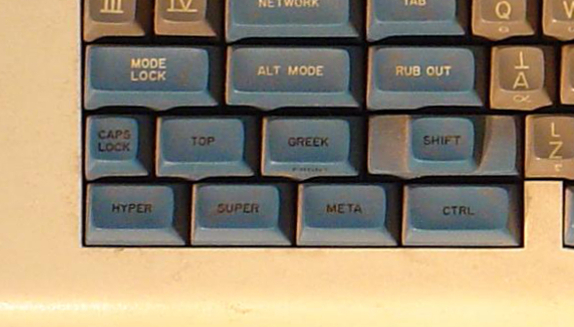
لوحة مفاتيح سيمبوليكس LM-2 Lisp لطلاب الفضاء

مفتاح السوبر أو المفتاح الفائق (❖) (بالإنجليزية: Super key)‏ هو الاسم الأقدم والبديل لما يسمى حالياً بمفتاح ويندوز  أو مفتاح أمر على لوحات المفاتيح الحديثة. عادةً ما يُربط ويُعامل بهذا النحو في أنظمة وبرامج التشغيل لينكس وBSD.
كان مفتاح السوبر في الأصل مفتاح تعديل على لوحة مفاتيح مصممة لأجهزة Lisp في معهد ماساتشوستس للتكنولوجيا.

## الاستعمال
لتجنب الاستخدام غير المسموح لعلامة مايكروسوفت التجارية، فإن توثيقات البرامج المجانية لنظامي التشغيل يونكس ولينكس تشير إلى المفتاح باسم سوبر. قد يربك هذا بعض المستخدمين المبتدئين الذين تعودوا على الإشارة إليه كمفتاح ويندوز، لذا في بعض التوثيقات مثل KDE Plasma ، يطلق عليه مفتاح ميتا (بالإنجليزية: Meta)‏.
في جنوم 3 ، نقرة واحدة على مفتاح سوبر تظهر نافذة الأنشطة بشكل افتراضي.
في أوبن بوكس ، يعد المفتاح Super مفتاح تعديل متاح، ولذا لا يُستخدم في أي اختصارات افتراضية.
في آي3 ، يُستخدم السوبر في الوضع الافتراضي كزر تعديل للتحكم في سلوك النوافذ وتخطيطها.